# レルエ
レルエ（lelle）は、日本の3ピースロックバンド。2013年8月結成。

## 概要
2013年8月に、櫻井健太郎（ボーカル・ギター）、エンドウリョウ（ベース）、saya（ヴァイオリン・シンセサイザー）の3名で結成。
ハイトーンボイスとエレクトロサウンド、ギター、ヴァイオリンによる個性的なメロディーが特徴。「METROCK 2019」など大型フェスへ相次いで出演し、各方面より注目を浴びる。
2019年9月に1stアルバム『Alice』を初リリース。収録曲がTBS系列『COUNT DOWN TV』エンディングテーマへ抜擢。アニメ『モンスターストライク』最終章『エンド・オブ・ザ・ワールド』へ書き下ろしなども行っている。
アニメ『モンスターストライク』最終章『エンド・オブ・ザ・ワールド』主題歌へ書き下ろした「キミソラ」を収録した1st EP「Eureka｣を2020年3月4日にビクターエンタテインメントよりリリースすることが決定。

## メンバー
櫻井健太郎（さくらいけんたろう）
ボーカル・ギターを担当。レルエ前身バンドの結成メンバー。
Yellowcard、BIGMAMA、Clean Banditなど、ヴァイオリンがいるバンドが好きなことからレルエを結成するに至った。
UKインディ系1990年～2000年代のJ-POPなどを好んで聴く。中学3年生の頃にMacのGarageBandを手に入れ、楽曲を制作するようになった。
エンドウリョウ
ベース担当。父親がベースを持っており、中学生の頃バンドを組むためにベースを始めたのが音楽を始めたきっかけ。Jamiroquaiなどのファンクを好む。
saya（さや）
ヴァイオリン・シンセサイザー担当。それまで活動していたバンドが解散したタイミングでレルエに加入。幼稚園からヴァイオリンを弾いている。

## 経歴
2013年
- 櫻井健太郎とエンドウリョウが対バンで出会い、前身バンドを結成。その後、sayaが加入。

2018年
- 9月19日、1stミニアルバム「UNITE」リリース[2][3]。
- 11月、「夜はモーション」がテレビ東京系列「ゴッドタン」エンディングテーマに決定[4]。
- 日本テレビ系列「バズリズム02」にて、中村倫也が最新曲BEST1 に選出。
- フジテレビ系列「Love music」ニューカマーとしてピックアップ。

2019年
- 「METROCK 2019」「ぴあフェス」「JOIN ALIVE 2019」等の大型フェスに出演。
- 9月18日、1stアルバム「Alice」リリース[5]。
- TBS系列「COUNT DOWN TV」エンディングテーマに「時鳴りの街」が決定。
- 「火花」がYouTubeにて再生回数100万再生を突破。海外視聴者比率は6割を超える（台湾、タイ、インドネシア、アメリカ、韓国等）。
- アニメ「モンスターストライク」最終章「エンド・オブ・ザ・ワールド」の主題歌へ初の書き下ろしが決定。
- 12月18日、デジタルシングル「キミソラ」配信スタート。
- JVCブランドアンバサダーに決定。JVCブランドに関する情報発信を行う。

2020年
- 3月4日、1st EP「Eureka」リリース[6][7][8]。
- 12月9日、デジタルシングル「紫」リリース[9]。

2021年
- 6月2日、デジタルシングル「インビジブルな才能」リリース[10]。

## ディスコグラフィー

### 配信限定シングル
| 発売日         | タイトル           | レーベル                   |
| -------------- | ------------------ | -------------------------- |
| 2019年2月8日   | 時鳴りの街         | VAA/88Music                |
| 2019年12月18日 | キミソラ           | ビクターエンタテインメント |
| 2020年12月9日  | 紫                 | ビクターエンタテインメント |
| 2021年6月2日   | インビジブルな才能 | ビクターエンタテインメント |
| 2022年11月30日 | YORU               | VAA                        |
| 2023年6月17日  | MIRAI              | VAA                        |

### アルバム
|          | 発売日        | タイトル | 規格品番                               | 収録曲 | 備考              |
| -------- | ------------- | -------- | -------------------------------------- | --- | ----------------- |
| 1st mini | 2018年9月19日 | UNITE    | VAA88-005                              | 1. 青とゲート 2. さよならマジョリティ 3. 火花 4. 夜はモーション 5. シルエット 6. #1 7. ネオサイン | オリコン最高127位 |
| 1st      | 2019年9月18日 | ALICE    | VAA88-006:初回限定盤 VAA88-007:通常盤  | 1. Stockholm 2. 時鳴りの街 3. 火花 4. 硝子の国 5. UP TO DATE 6. あの子はきっとインベーダー 7. クローバー 8. 青とゲート 9. ホリデーバード 10. 夜はモーション 11. プレイアデス 初回限定盤DVD 1. 夜はモーション 2. 青とゲート 3. 火花 4. 時鳴りの街 5. プレイアデス | オリコン最高105位 |
| 1st EP   | 2020年3月4日  | Eureka   | VIZL-1733:初回限定盤 VICL-65330:通常盤 | 1. あふれる 2. キミソラ 3. 深海 4. pulse 5. 白 |                   |

## ミュージックビデオ
| 公開日     | 監督        | 曲名                         | 備考                                    |
| ---------- | ----------- | ---------------------------- | --------------------------------------- |
| 2014/06/10 |             | 恋と林檎【DEMO音源】         |                                         |
| 2015/07/05 |             | THE SUN【DEMO音源】          |                                         |
| 2015/12/12 | saya        | シザーハンズと君【DEMO音源】 |                                         |
| 2016/05/01 | saya        | BGM【DEMO音源】              |                                         |
| 2016/09/04 | saya        | 8bit summer                  |                                         |
| 2017/08/12 | saya        | シルエット(Lyric Video)      |                                         |
| 2017/12/24 | アフガンRAY | 夜はモーション               | Cast：ムラタ 衣装(Cast)：ひろしげさよ子 |
| 2018/03/23 | アフガンRAY | さよならマジョリティ         | 衣装：ひろしげさよ子                    |
| 2018/09/07 | 川崎龍弥    | 青とゲート                   |                                         |
| 2018/12/08 | 大森規弘    | 火花 ※                       | Producer：南條弘祐 Cast：やね           |
| 2019/05/24 | 山口保幸    | 時鳴りの街                   | Cast：野澤武敏                          |
| 2019/09/17 | 山口保幸    | プレイアデス                 |                                         |
| 2019/12/24 | 遠藤研介    | キミソラ                     | Cast：祷キララ                          |

## タイアップ
| 曲名           | タイアップ                                                                                               |
| -------------- | --- |
| 夜はモーション | テレビ東京系「ゴッドタン」2018年11月度エンディングテーマ                                                 |
| 時鳴りの街     | TBS系テレビ「CDTV」9月度エンディングテーマ Abema TV報道番組「Abema Prime」11月度エンディングテーマソング |
| キミソラ       | アニメ『モンスターストライク』最終章『エンド・オブ・ザ・ワールド』主題歌                                 |

## 主なライブ

### 出演イベント
- 2013年11月26日 - ポン夜
- 2014年01月27日 - 唄のチカラ
- 2014年09月18日 - New Sensations
- 2018年01月24日 - [Less is More vol.2]
- 2018年06月03日 - SAKAE SP-RING 2018
- 2018年06月22日 - セプテンバーミー1st Full Album「セプテンバーミー」リリースツアー「Plus Ultra Tour 2018」
- 2018年08月30日 - OTODAMA SEA STUDIO 2018「SUMMER HORIZON 2018」
- 2018年09月17日 - TOKYO CALLING 2018
- 2018年09月24日 - イナズマロックフェス 2018
- 2018年09月29日 - PIA MUSIC COMPLEX 2018
- 2018年10月06日 - MINAMI WHEEL 2018
- 2018年12月01日 - 下北沢にて'18
- 2019年03月22日 - AIR-G' Sparkle Sparkler presents スパクル☆ナイト Vol.8
- 2019年04月26日 - 荒吐宵祭 前夜祭
- 2019年05月25日 - TOKYO METROPOLITAN ROCK FESTIVAL 2019
- 2019年06月01日 - SAKAE SP-RING 2019
- 2019年07月13日 - JOIN ALIVE 2019
- 2019年08月11日 - TREASURE05X 2019 ～HEADING FOR TOMORROW～
- 2019年09月16日 - TOKYO CALLING 2019
- 2019年09月28日 - PIA MUSIC COMPLEX 2019
- 2019年10月05日 - MEGA☆ROCKS 2019
- 2019年12月08日 - JAPAN'S NEXT 渋谷JACK 2019 WINTER
- 2020年04月2?日 - ARABAKI ROCK FEST.20[16]
- 2020年09月22日 - NIPPON CALLING 2020
- 2021年03月21日 - OSAKA NIGHT PARADE ～味園ユニバース 復活祭～
- 2021年04月02日 - スナガ presents RADIO BERRY haruberrylive2021
- 2021年07月22日 - 空白ごっこ「全下北沢ツアー」
- 2021年09月19日 - TOKYO CALLING 2021
- 2021年10月09日 - FM802 MINAMI WHEEL 2021
- 2022年07月31日 - 下北沢フェスごっこ2022
- 2023年05月13日 - MiMiNOKOROCK FES JAPAN in 吉祥寺 2023